# Bundesratswahl 1966
Zur Bundesratswahl 1966 am 14. Dezember 1966 kam es wegen des Rücktritts von Bundesrat Paul Chaudet (FDP). Dadurch wurde eine ausserordentliche Wahl durch die Vereinigte Bundesversammlung nötig. Offizieller Kandidat der FDP war Nello Celio. Dieser wurde mit klarer Mehrheit gewählt.

## Detailergebnisse der Ersatzwahl für Paul Chaudet, FDP

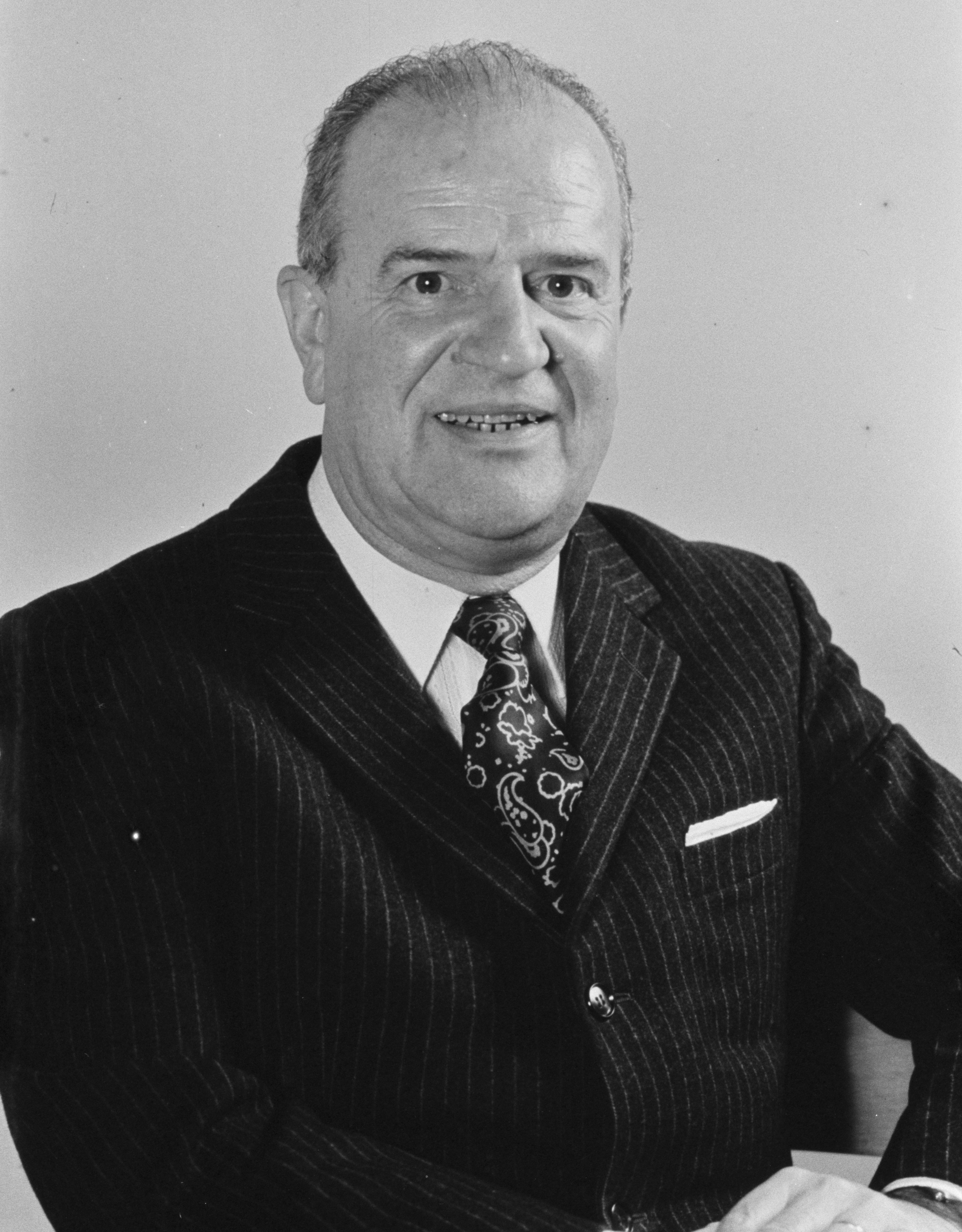
Nello Celio (1971)

Der 1. Wahlgang erbrachte bereits den von der FDP gewünschten Ausgang. Nello Celio wurde mit deutlicher Mehrheit zum Bundesrat gewählt; Nationalrat Georges-André Chevallaz aus dem Kanton Waadt und Nationalrat Gérard Glasson aus dem Kanton Freiburg (beide FDP) erhielten zahlreiche Stimmen. Celio war dann 1967 und 1968 Vorsteher des Militärdepartements und zwischen 1969 und 1979 Vorsteher des Finanz- und Zolldepartements.  
|                         | 1. Wahlgang |
| ----------------------- | ----------- |
| ausgeteilte Wahlzettel  | 236         |
| eingegangene Wahlzettel | 236         |
| leer/ungültig           | 2/2         |
| gültig Total            | 232         |
| absolutes Mehr          | 117         |
| Nello Celio             | 136         |
| Georges-André Chevallaz | 73          |
| Gérard Glasson          | 16          |
| Verschiedene            | 7           |